# Первомайск
Первомайск (на украински: Первомайськ) е град в Южна Украйна, Николаевска област.
Основан е през 1676 година. Населението му е около 67 182 души.